# Nycteola columbana
Nycteola columbana är en fjärilsart som beskrevs av Turner 1925. Nycteola columbana ingår i släktet Nycteola och familjen trågspinnare. Inga underarter finns listade i Catalogue of Life.